# Football Club de Metz
O Football Club de Metz é um clube de futebol francês com sede na cidade de Metz. Atualmente disputa a Ligue 1.
Fundado em 1919 como CA Messin, foi rebatizado com o atual nome em 1936. Realiza as suas partidas no Stade Saint-Symphorien, com capacidade para 26.700 torcedores. Suas cores são o grená e o branco.

## Elenco atual
Atualizado em 21 de março de 2025.

## Títulos
- - Ligue 2 : 1935/1936, 2007/2008, 2013/2014 e 2018/2019
- Copa da França:
  - Campeão': 1984 e 1988
  - Vice-Campeão: 1938
- Copa da Liga Francesa:
  - Campeão: 1986 e 1996
  - Vice-Campeão: 1999
- Campeonato Francês:
- °  Vice-Campeão: 1998